# Свентокшиский мост
Свентокшиский мост (пол. most Świętokrzyski) — первый вантовый мост в Варшаве через реку Висла. Он соединяет район Средместье левобережной Варшавы с Прагой-Пулноц, расположенном на правом берегу Вислы.

## Конструкция
Длина моста с виадуком составляет 479 метров. На нём расположены 2 полосы движения для пешеходов и велосипедистов и 4 для автомобилей. Вантовая конструкция опирается на пилон высотой в 90 метров, к которому прикреплены 48 канатов, которые поддерживают плиту моста. Пилон стоит на правом берегу Вислы, а на левом берегу мост опирается на две опоры, заделанные в дно. В пилоне есть лифт для обслуживания моста. Мост освещается ночью.

## История

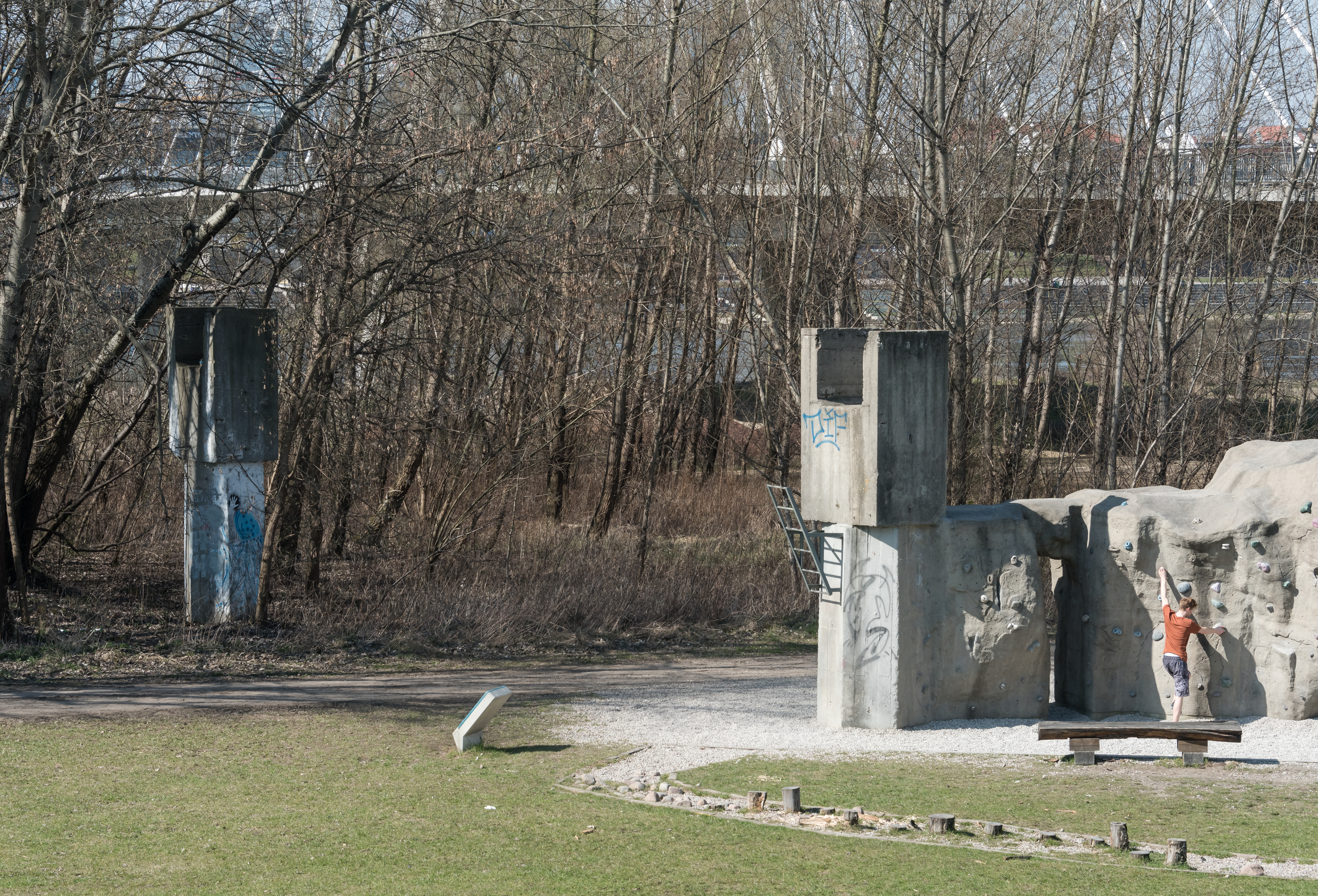
Русалчий мост

С апреля 1985 года до постройки Свентокшиского моста в связи с увеличением трафика на том месте находилась временная переправа — Русалчий мост. Строительство моста началось 28 сентября 1998 года, как замена неудобному предыдущему.
Строительство моста стало возможным благодаря сделке мэрии на рынке недвижимости в Каннах в 1996 году: в обмен на 45,5 га территории в порту Праски компания Elektrim покрыла 15 млн € затрат на строительство моста. Остальные две трети расходов оплатила гмина Центрум.
Постройка сооружения была закончена 2 октября 2000 года и стоила 160 миллионов польских злотых.

## Расположение
Свентокшиский мост соединяет район Средместье с Прагой-Пулноц через Вислу и является частью Свентокшиского маршрута. Поскольку маршрут ещё не завершён, мост обслуживает местное движение. Со Свентокшиского моста видно Королевский замок, дома Старого города, набережную Вислы, базилику Святых Михаила и Флориана, мост Понятовского и Силезско-Домбровский мост.
Согласно данным Управления муниципальных дорог Варшавы, по Свентокшискому мосту в 2018 году весной проехало 23 094 автомобилей, а летом — 22 899, что делает его наименее загруженным мостом из всех восьми мостов Варшавы.

## В культуре
Свентокшиский мост считается одной из визитных карточек Варшавы, поэтому он часто используется в фильмах и рекламе.
Свентокшиский мост присутствовал в польской романтической комедии «Никогда в жизни!», в клипе музыкального исполнителя Тако Хемингвея. В 2019 году компания Porsche выпустила новые автомобили: 911 Carrera Coupé и 911 Carrera Cabriolet. В рекламном ролике присутствовал Свентокшиский мост. Он также был выбран в качестве фона для рекламы нового автомобиля компании Audi «Audi e-tron S».
В 2001 году немецкая группа Tangerine Dream провела свой концерт на Свентокшиском мосту. В 2022 году при поддержке мэрии города мост был украшен работами Олы Ясиновской.

## Галерея

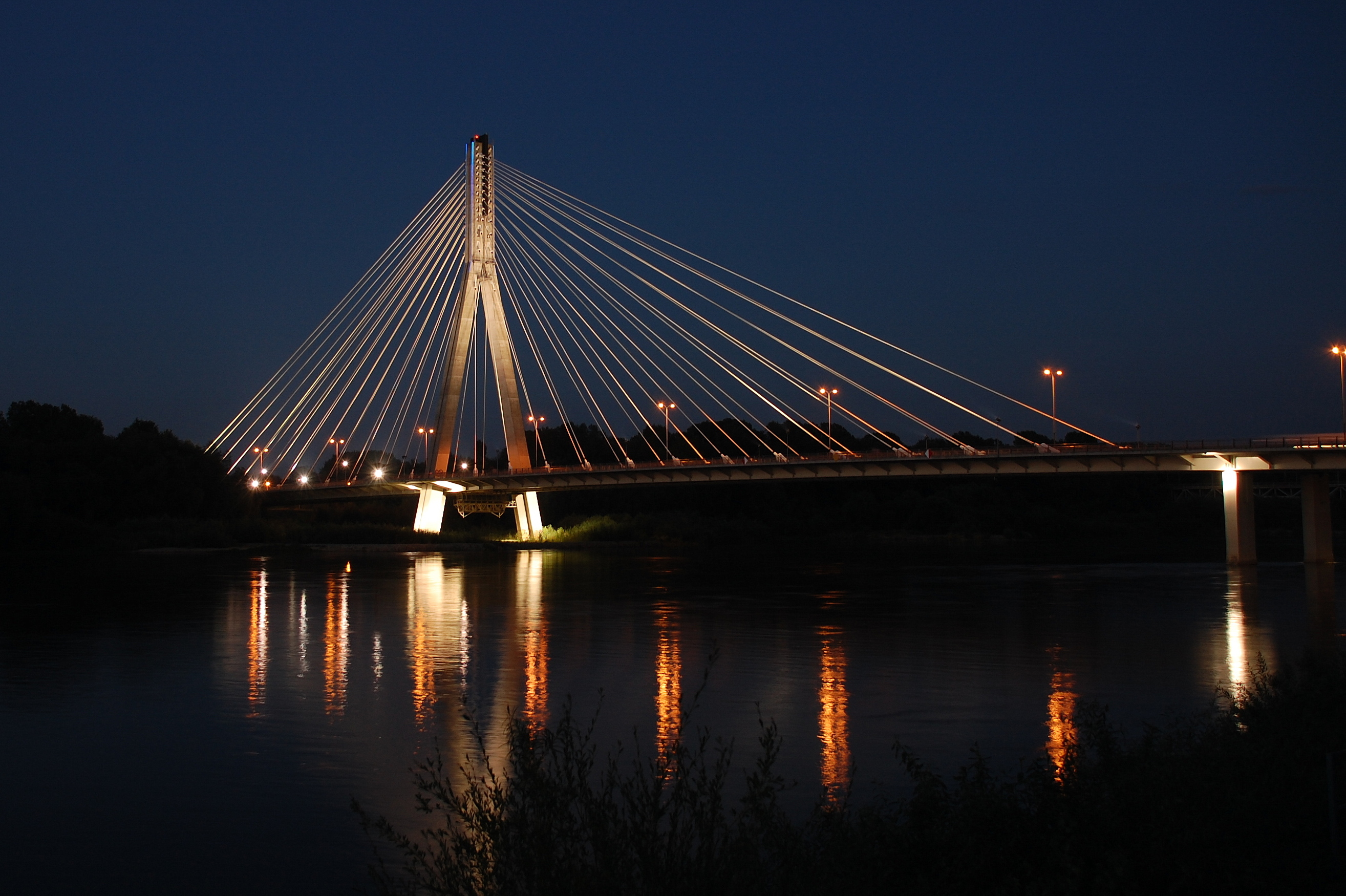
Свентокшиский мост ночью
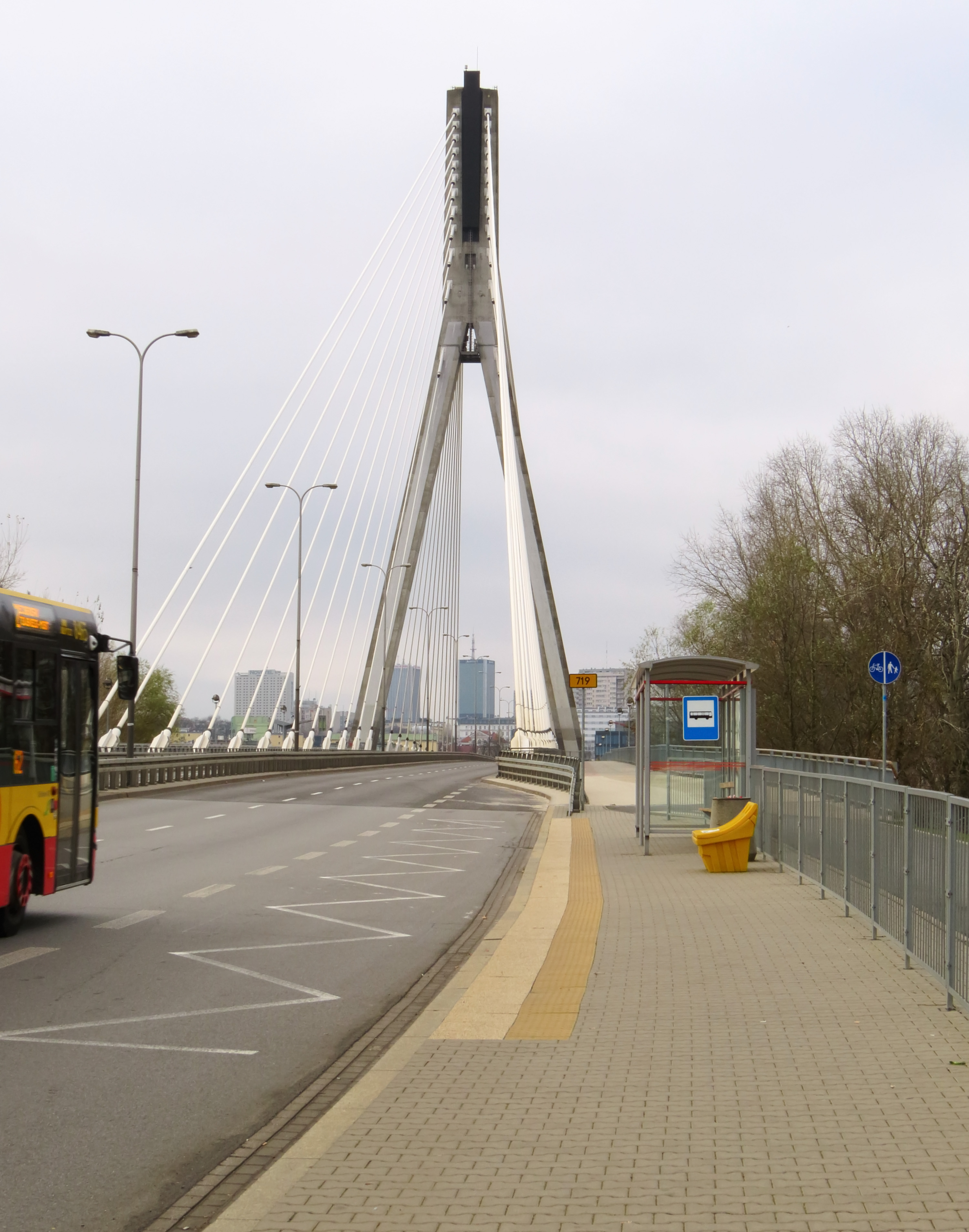
Въезд на мост
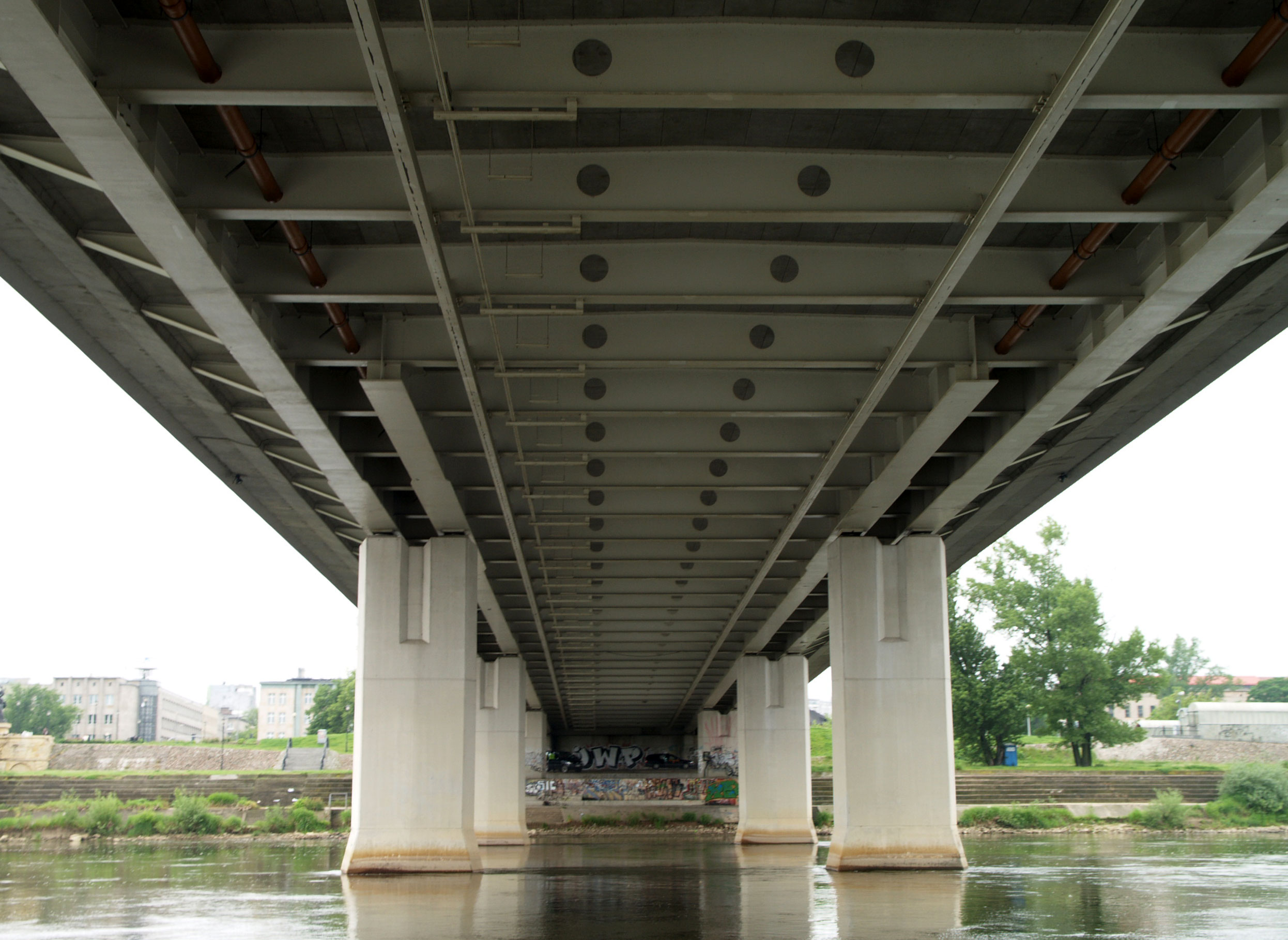
Свентокшиский мост снизу
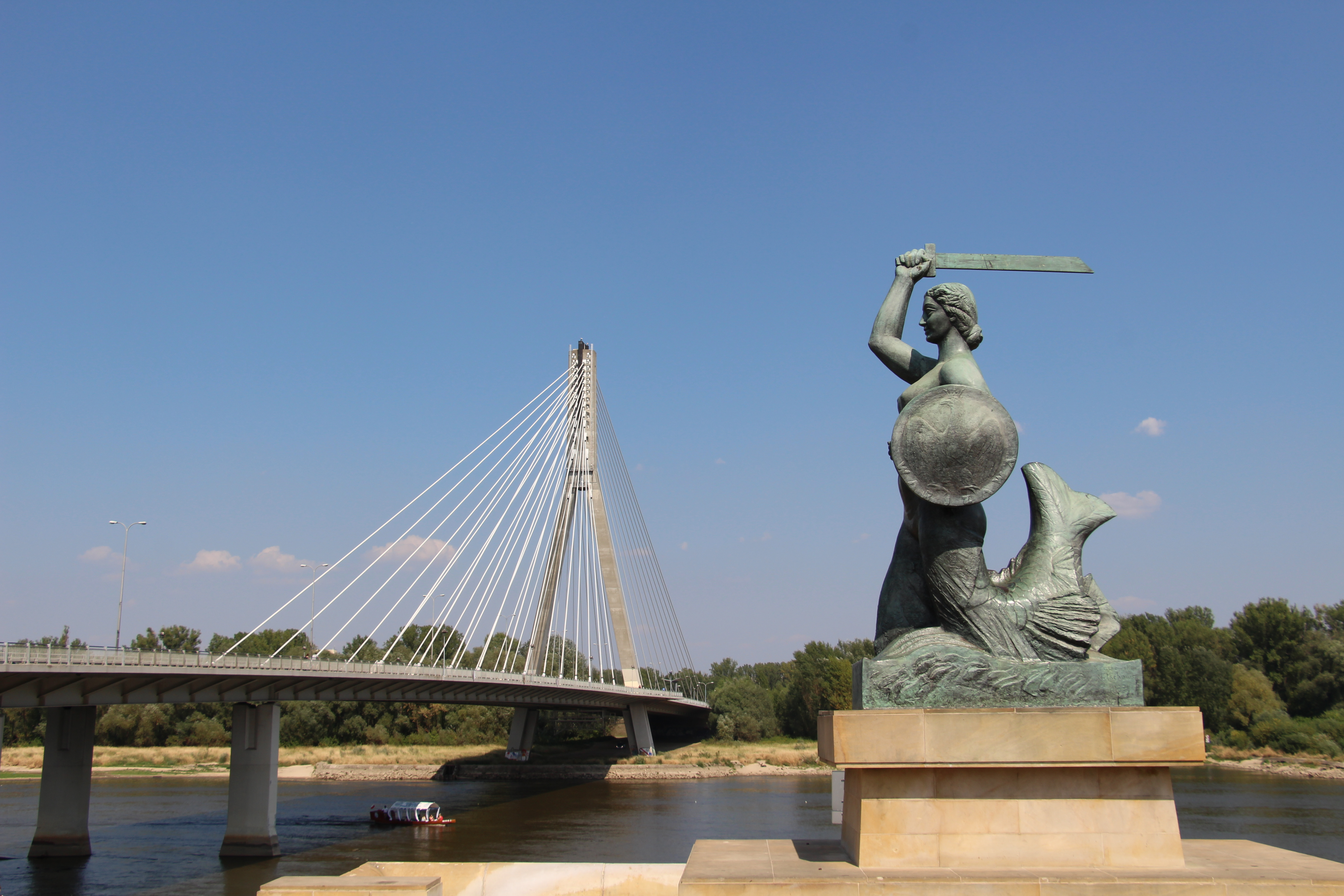
Памятник русалке возле Свентокшиского моста